# La Torre Oscura III: las Tierras Baldías
Las Tierras Baldías (The Waste Lands) es el tercer libro de la serie La Torre Oscura, de Stephen King. La edición limitada original en tapa dura, que contenía ilustraciones a todo color de Ned Dameron, fue publicada en 1991 por Grant. El libro fue relanzado en 2003 para coincidir con la publicación de La Torre Oscura V: Lobos del Calla.

## Argumento
El libro comienza cinco semanas después de la conclusión de La llegada de los tres. Roland, Susannah y Eddie se han movido hacia el este desde la costa del Mar del Oriente, entrando en los bosques de Mundo Exterior. Tras un encuentro con un oso cibernético gigante llamado Shardik, el grupo descubre uno de los seis Haces místicos que mantienen unido al mundo. Los tres pistoleros siguen el Haz del Oso tierra adentro, hacia Mundo-Medio.
Roland ahora revela a su ka-tet que su mente se ha dividido por la paradoja de haber dejado morir a Jake Chambers bajo la montaña tras encontrarlo en la estación de paso en el desierto y, sin embargo, haber luego prevenido la muerte de Jake (sucedida antes en el tiempo), teniendo un recuerdo alternativo de haber viajado por el desierto y las montañas sin compañía.
Mientras tanto, en el Nueva York de 1977, Jake Chambers se encuentra sufriendo la misma división mental paralizante, que está causando alarma en su escuela privada, y enfureciendo al padre de Jake, quien abusa de la cocaína.
Roland quema la mandíbula de Walter y la clave al dilema suyo y de Jake es revelada (pero a Eddie Dean, no a Roland). Eddie debe tallar una llave que abrirá la puerta al Nueva York de 1977.
Jake, víctima de un pánico esquizofrénico, se marcha abruptamente de la escuela. Tras comprar un libro infantil llamado Charlie el Choo-Choo en una librería de segunda mano, Jake encuentra una llave en un solar vacante abandonado, donde crece una única rosa roja.
Jake logra pasar al mundo de Roland usando la llave para abrir una puerta en una casa encantada en Dutch Hill en su cuándo y su dónde. Este portal termina en un "círculo parlante" en el mundo de Roland. Durante este cruce, Susannah tiene relaciones sexuales con el demonio del círculo para que el mismo no ataque a Eddie. Una vez reunido el grupo, la agonía mental de Jake y Roland llega a su fin.
De nuevo siguiendo el Camino del Haz, este ka-tet hace amistad con un inusualmente inteligente bilibrambo (que tiene aspecto de tejón, mapache y perro con una habilidad parlante similar a la de un loro, cuello largo, cola en espiral, garras retráctiles y un alto grado de inteligencia animal) llamado Acho, que se une a ellos en su búsqueda.
En un pueblo pequeño, casi desierto, llamado Paso del Río, Roland recibe un pequeño crucifijo plateado y un elegante tributo de parte de los últimos y ancianos residentes.

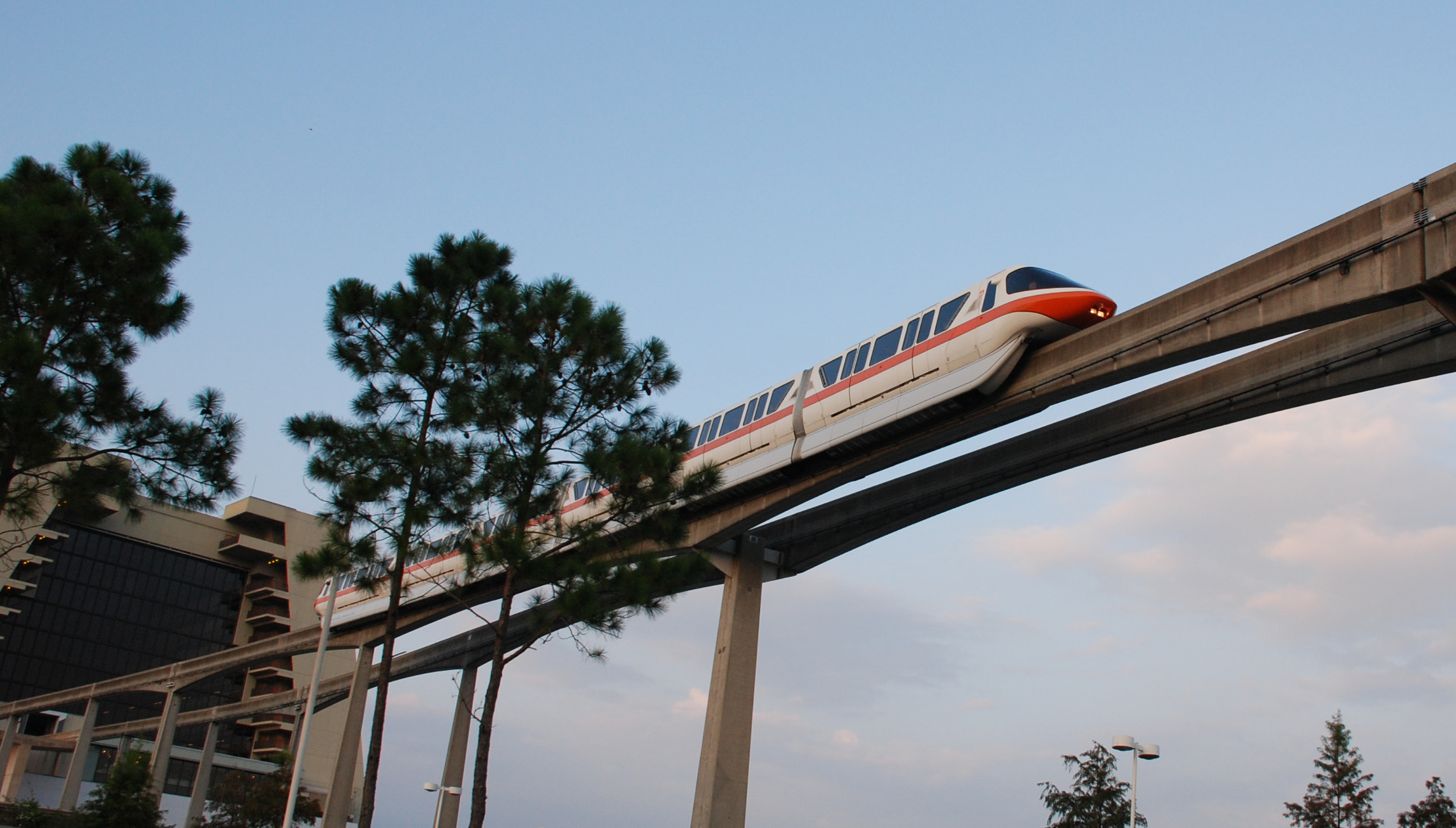
Blaine es un avanzado monorail dotado de inteligencia artificial

El ka-tet continúa su viaje por el Camino del Haz hasta Lud. Antes de llegar, escuchan el ritmo de los tambores de la canción Velcro Fly, de ZZ Top, viniendo desde la ciudad, aunque al principio Eddie es incapaz de recordar dónde escuchó estos tambores anteriormente. Luego se revela que son "Tambores de Guerra" contra los que los ciudadanos de Lud pelean. La ciudad, antigua y de tecnología de punta, ha sido arrasada por décadas de guerra y uno de los luchadores sobrevivientes, el Chirlas, secuestra a Jake aprovechando los inconvenientes que enfrenta el grupo al atravesar un puente casi destruido que se asemeja al puente George Washington de la ciudad de Nueva York. Roland y Acho los siguen a lo largo de un laberinto hecho por hombres y, luego, de las cloacas de la ciudad para rescatar al chico del Chirlas y su líder, el señor Tic-Tac. Jake le dispara a Tic-Tac y lo deja, dándolo por muerto. Finalmente, el ka-tet vuelve a reunirse en la Cuna de Lud, una estación de trenes que alberga a un monorraíl con inteligencia artificial,conocido como Blaine el Mono, que los viajeros utilizan para escapar de la ciudad antes que esta sea completamente destruida por el mismo Blaine. El "Extraño sin Edad" (un enemigo que Roland deberá matar, según las advertencias del Hombre de Negro en el primer libro de la saga) llega para reclutar como sirviente al malherido señor Tic-Tac.
Una vez a bordo de Blaine, este tren computarizado tremendamente inteligente, que está loco debido a la degradación sufrida por su sistema, anuncia su intención de descarrilar con ellos arriba a menos que puedan derrotarlo en una competencia de adivinanzas. La novela concluye con Blaine y el ka-tet de Roland atravesando a toda velocidad las Tierras Baldías (un territorio radiactivo lleno de animales mutados y ruinas antiguas que se afirma fue creado por algo mucho peor que una guerra nuclear) rumbo a Topeka, el final del recorrido.

## Los doce Portales y sus Guardianes
En la historia se narra que existen doce Guardianes que cuidan los doce Portales. Los Guardianes están conectados de a pares por medio de un Haz y en el punto donde se encuentran todos los Haces se halla la Torre Oscura. Los Guardianes son revelados en varias escenas. La primera es cuando Roland le explica a Eddie y a Susannah Dean lo que Shardik (el Oso) era y su conocimiento sobre los Haces. Otra ocasión es cuando Eddie y Susannah se aproximan a la Cuna de Lud. Y la última, es en el cuarto libro (Mago y Cristal), cuando Roland y Susan Delgado, su amante, se recitan ocasionalmente el uno al otro: "Pájaro y Oso y Liebre y Pez...." 
Shardik fue creado por North Central Positronics, una compañía que podría estar relacionada con la misteriosa Corporación Sombra.
Las parejas de Guardianes de los Haces son, según su mención en el libro:
- Oso - Tortuga
- Pez - Rata
- Caballo - Perro
- Elefante - Lobo
- León - Águila
- Liebre - Murciélago